# Sant Julià de Boada

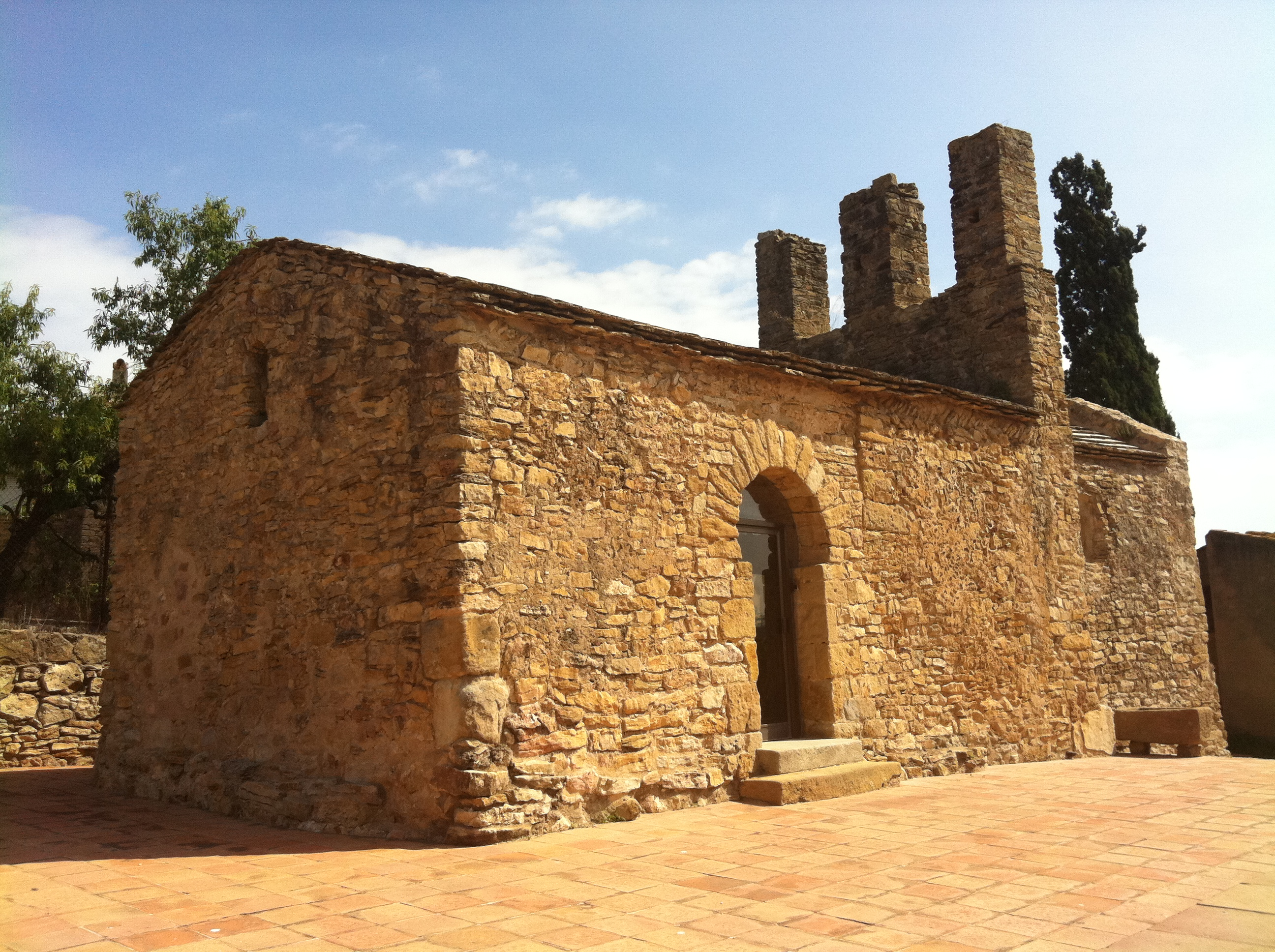
Església de Sant Julià de Boada.

Sant Julià de Boada és una entitat de població del municipi baixempordanès de Palau-sator. El 2005 tenia 29 habitants.